# Lutz Hillmann

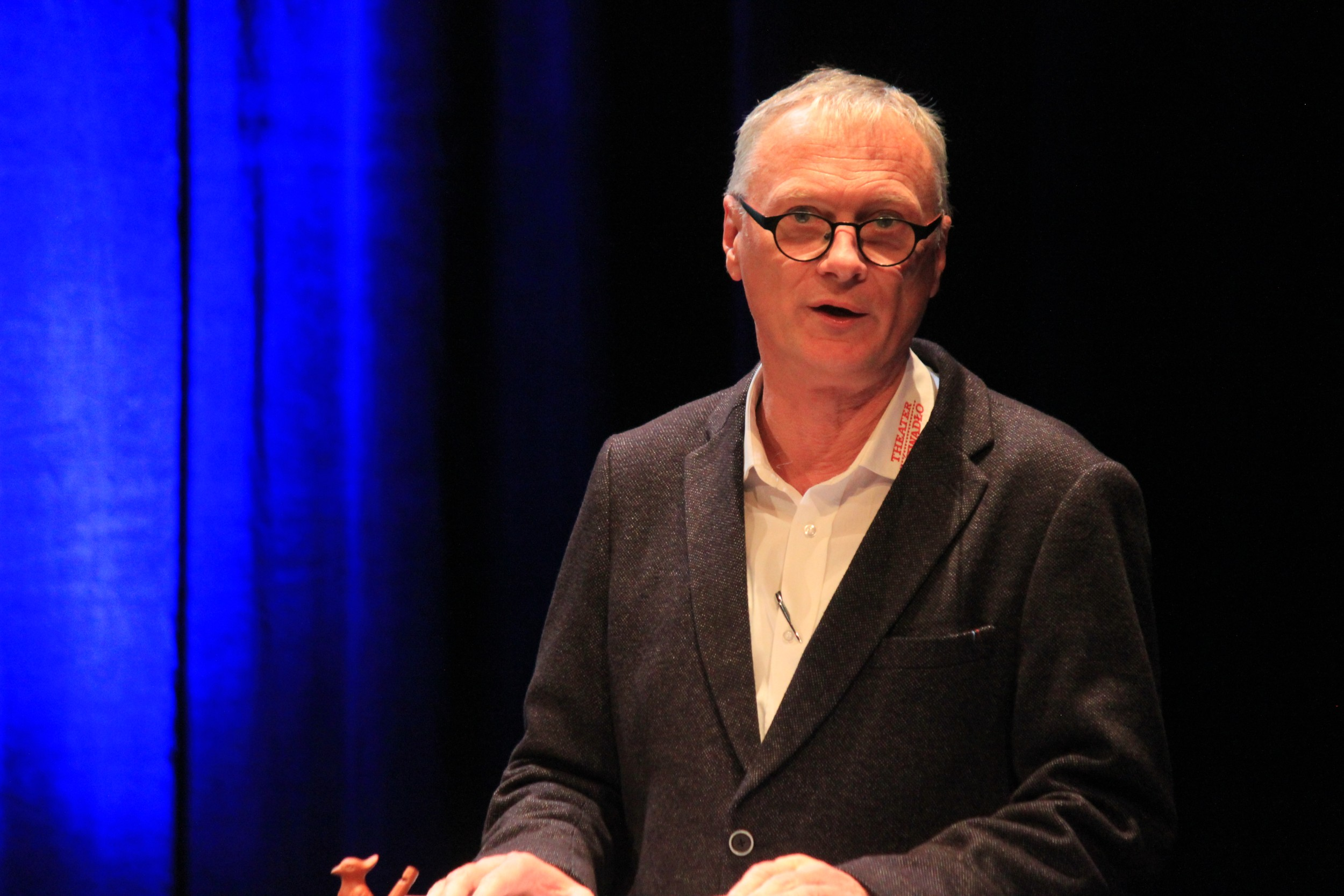
Lutz Hillmann (2018)

Lutz Hillmann (geb. 1959 in Bischofswerda) ist ein deutscher Theaterschauspieler, -regisseur und -intendant.

## Leben
Hillmann ging in Neukirch/Lausitz zur Schule. Danach absolvierte er eine Lehre zum Facharbeiter für BMSR-Technik. Darauf folgte ein Schauspielstudium in Leipzig und Dresden, das er 1985 mit dem Hochschuldiplom abschloss.
Anschließend wurde er ans Deutsch-Sorbische Volkstheater in Bautzen als Schauspieler und Regisseur engagiert, dessen Intendant er 1999 wurde.
Hillmann ist Vater von drei Kindern. Er ist zudem im Vorstand des Tourismusvereins Bautzen e.V. und im Vorstand des Deutschen Bühnenvereins/Landesgruppe Sachsen sowie als stellvertretender Vorsitzender des Kulturbeirats im Kulturraum Oberlausitz/Niederschlesien tätig.